# Soweto Village
Pour l’article homonyme, voir Soweto.

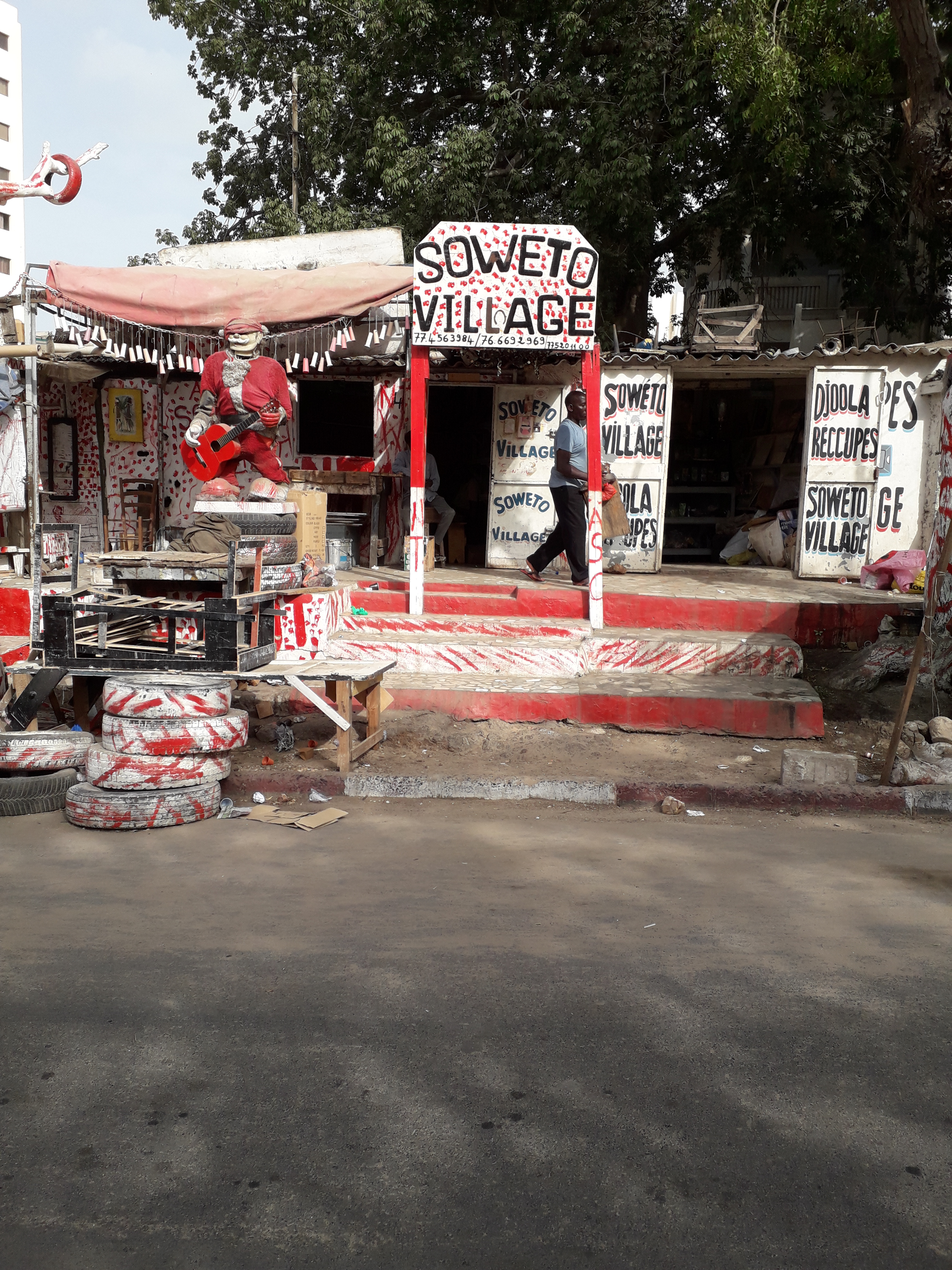
L'atelier Soweto Village peint aux couleurs de l'ASC Niayes Thioker, Juillet 2018

Soweto Village est un atelier d'artisanat de récupération situé à Niayes Thioker sur le plateau de Dakar au Sénégal. 
Il se trouve à l'entrée du quartier, rue des Dardanelles, entre le marché Sandaga et le tribunal régional de Dakar. Précurseur dans le genre au Sénégal, l'atelier exporte des travaux de récupération dans le monde entier, principalement vers la France, la Belgique, les Pays-Bas l’Espagne, mais aussi vers l'Australie, les États-Unis,et de nombreux autres pays...

## Savoir-faire

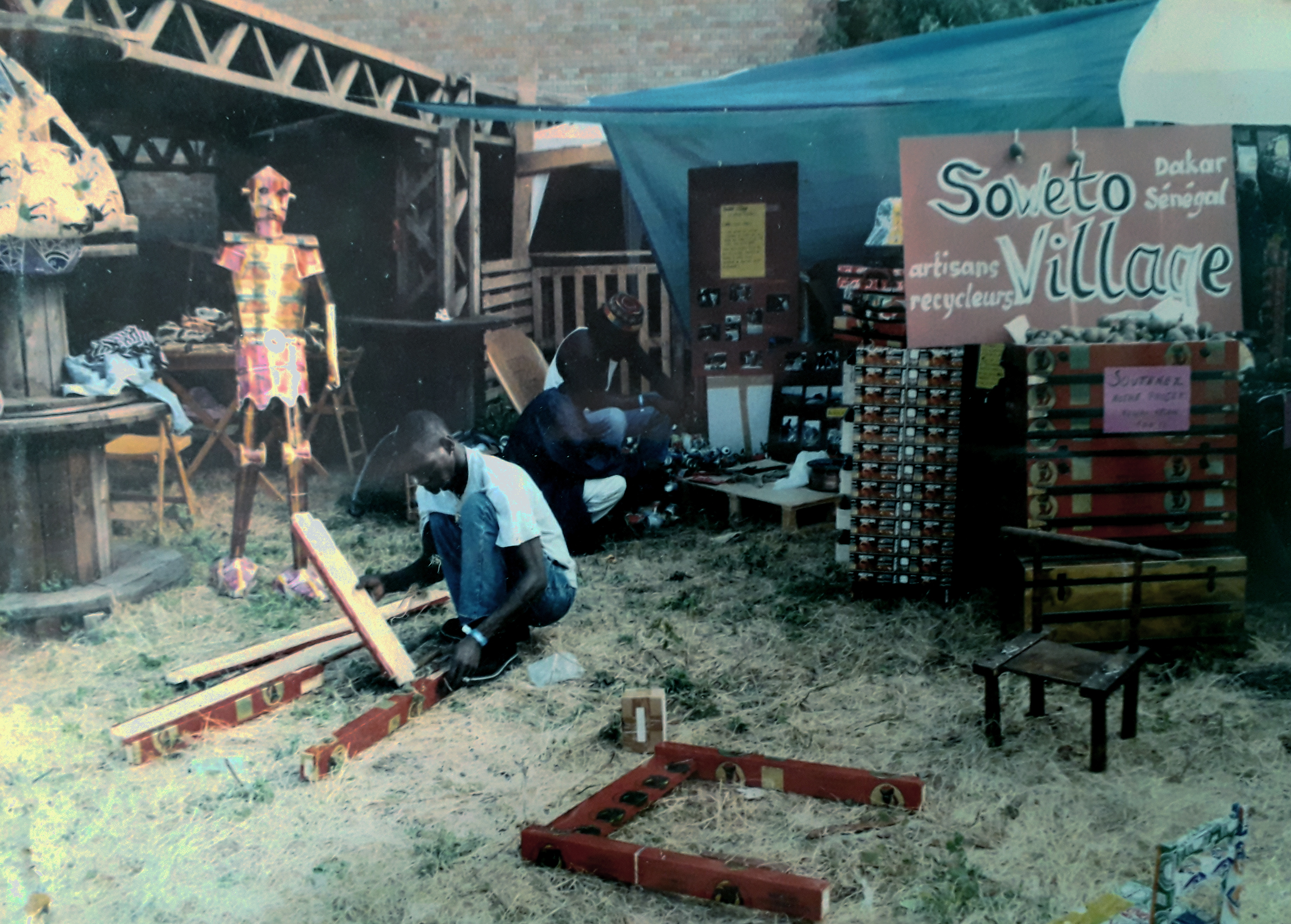
Stand de Soweto Village pour le festival Couleur Café, Bruxelles, Belgique

Les membres de l'entreprise ont été formés chez des artisans du quartier a des techniques spécifiques: soudure, ébénisterie, habillage. Toutes les interventions sont réalisées à la main, sans l'intervention de machines. En ce qui concerne la manipulation du métal les ouvriers sont régulièrement vaccinés contre le tétanos. 

## Production

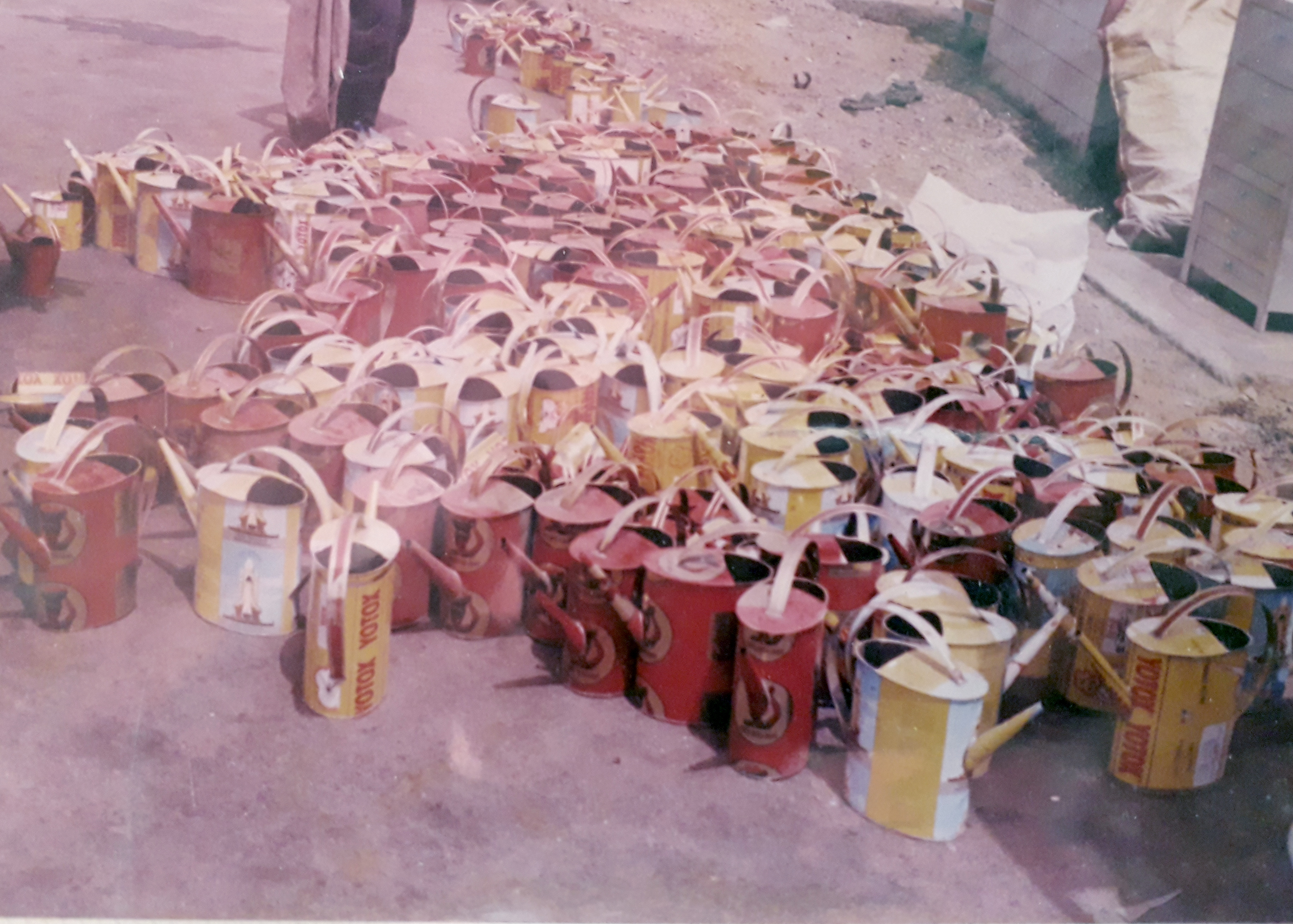
Commande d'arrosoirs Soweto Village attendant livraison dans une rue de Niayes Thioker, Dakar

La matière première utilisée est exclusivement issue de la récupération. La tôle pliée permet de réaliser des arrosoirs, des cages d'oiseaux, des socles pour sapin de noël. Les capsules servent à produire des rideaux, des fauteuils et des boites
Les objets sont usuels: boites, valises, meubles mais peuvent aussi prendre la forme de petites sculptures miniatures. Par exemple, les répliques des fameux cars rapides sénégalais sont un succès.  

## Influences locales
Très impliqué localement, il favorise notamment l'insertion sociale et professionnelle en employant des jeunes du quartier . Souvent, la matière première est récupérée dans la rue par des travailleurs sans-abri qui viennent la revendre rue des Dardanelles.
Lié à la vie culturelle et sportive du quartier, Soweto Village est un partenaire principal de l'ASC Niayes Thioker, Association sportive et culturelle organisée autour de l'équipe de Football du même nom.